# 黑鞍斑雙線䲁
黑鞍斑雙線鳚（学名：Enneapterygius vexillarius），又名黑鞍斑三鰭鳚、狗鰷、三鰭鳚，为條鰭魚綱鳚形目三鰭鳚科雙線鳚屬下的一个种。该物种在琉球群岛、台湾岛和香港等地均有分布，深度0至11公尺，體長可達3.3公分，棲息在岩石底質的潮間帶，雌魚產附著性卵在藻類築的巢，雄魚會守護卵，幼魚為浮游性，生活習性不明。

## 扩展阅读
- 維基物種上的相關：黑鞍斑雙線鳚

1. ↑  Williams, J. . The IUCN Red List of Threatened Species. 2014, 2014: e.T179068A1566076  [20 November 2021]. doi:10.2305/IUCN.UK.2014-3.RLTS.T179068A1566076.en .